# Abbe Lane
Abigail Glasmann (14 de diciembre de 1932), conocida como Abbe Lane, es una cantante y actriz estadounidense. Se convirtió en una importante artista a raíz de su encuentro con Xavier Cugat, quien se convertiría en su mentor, su representante y, finalmente, su marido.
Cugat y Lane inician juntos una etapa artística, alternando actuaciones con la orquesta de Cugat, en la que Lane se convierte en la máxima atracción, con el rodaje de películas en las que ella demuestra sus cualidades como actriz.
A partir de 1954, en plena vorágine de éxitos, la pareja se lanza a una gira agotadora por medio mundo, afincándose por un tiempo en Italia. Luego viajarán a España, concretamente a Barcelona, donde Cugat será recibido con gran entusiasmo por sus paisanos. En Barcelona, actuarán en la plaza de toros de la Monumental. Luego visitarán Madrid, batiendo récords en las salas Pavillón y Florida.
Si grandes son sus éxitos en el escenario con sus interpretaciones de música latina y ritmos afrocubanos, no es menor la sensación que causa la artista en la calle donde sus salidas al mediodía por la Gran Vía detenían la circulación.
El matrimonio entre Cugat y Lane duró doce años (1952-1964) y acabó de forma tempestuosa seguido de un divorcio litigioso.
- Datos: Q3603296
- Multimedia: Abbe Lane / Q3603296